# Euxoa californica
Euxoa californica là một loài bướm đêm trong họ Noctuidae.